# Lupe Anguiano
Lupe Anguiano   (La Junta, 12 de març de 1929) és una activista estatunidenca pels drets civils coneguda pel seu treball sobre els drets de les dones, els drets dels pobres i la protecció del medi ambient. Se li atribueix el suport religiós i l'ajuda a replantejar els debats religiosos per incloure aquests problemes nacionals.

## Biografia
Anguiano va ser la quarta de sis fills nascuts en el si d'una família d'immigrants mexicanoestatunidencs que es va traslladar de Colorado a Califòrnia entre maig i desembre per collir fruites, verdures i fruits secs. Va obtenir un màster en administració i educació per l'Antioch College.
Anguiano es va unir a les Germanes Missioneres de Nostra Senyora de la Victòria de 1949 a 1964. Va triar l'orde per la seva reputació de ser defensora dels pobres. Va abandonar l'església després d'unir-se a les línies de piquets i protestar per una possible llei establerta per l'Associació d'Agents Immobiliaris de Califòrnia per revertir la Llei de l'habitatge just de Rumford de 1963, que prohibia la discriminació racial per part dels propietaris.
Anguiano va passar a treballar amb el Departament de Salut, Educació i Benestar el 1965. També va ser assessora d'agències governamentals i va declarar davant de parlaments estatals i nacionals. Va treballar amb César Chávez, i a Michigan, on va liderar el boicot del raïm de 1965. Després d'abandonar el seu càrrec de govern, es va centrar en el sistema de benestar a conseqüència d'estar "enfadada per la manera com el sistema atrapa dones joves, sanes i intel·ligents; els fa dependents del benestar; destrueix el seu orgull i la seva voluntat de treballar; i les manté vivint sempre sota el nivell de pobresa". El 1973, la seva desil·lusió la va portar de tornada a San Antonio on es va convertir en organitzadora nacional de United Farm Workers i va fundar National Women's Employment & Education Inc, que ajuda les mares solteres a superar el llindar de pobresa.
És membre fundadora del National Women's Political Caucus, juntament amb Gloria Steinem i Bella Abzug, i ha treballat en nom de l'Esmena sobra la igualtat de drets. Anguiano va ser delegada a la històrica Primera Conferència de Dones de Houston el 1977, on ella, Jean Stapleton i Coretta Scott King van llegir la Declaració de les dones americanes. El 1996, el Congrés va aprovar una llei de reforma del benestar que contenia moltes de les seves idees.
És voluntària a la California Coastal Protection Network, Pacific Environment i altres organitzacions ecologistes. Els seus articles es troben al Centre de Recerca d'Estudis Xicanos de la Universitat de Califòrnia a Los Angeles.
El 2007, el National Women's History Project la va designar com a homenatge al Mes de la Història de la Dona.

## Premis i reconeixements
- 35th California Assembly District Woman of the Year
- President’s Volunteer Award, 1983[4]
- Women's History Month Honoree by the National Women's History Project, 2007